# Santa Lúcia nos Jogos Pan-Americanos
O território de Santa Lúcia competiu nos jogos pan-americanos desde a décima-segunda edição em 1995. Sua mais recente participação aconteceu no último pan em 2007, no Rio de Janeiro. O país compete com o código de país do COI: 'LCA'.
O atletas que representaram o país conquistaram um total de duas medalhas nos Jogos Pan-Americanos, ambas de bronze. O atletismo foi o único esporte que rendeu medalhas à Santa Lúcia e Dominic Johnson, seu primeiro medalhista. 

## Participação
| Ano   | Sede           | Gold | Silver | Bronze | Total |
| ----- | -------------- | ---- | ------ | ------ | ----- |
| 1995  | Mar do Prata   | 0    | 0      | 0      | 0     |
| 1999  | Winnipeg       | 0    | 0      | 0      | 0     |
| 2003  | Santo Domingo  | 0    | 0      | 1      | 1     |
| 2007  | Rio de Janeiro | 0    | 0      | 1      | 1     |
| 2011  | Guadalajara    |      |        |        |       |
| Total | Total          | 0    | 0      | 2      | 2     |